# Nederby
Nederby is een plaats in de Deense regio Midden-Jutland, gemeente Skive. De plaats telt 655 inwoners (2008).